# 凌雲楷
凌雲楷（?—1923年）是黃飛鴻唯一的「八寶弟子」，即學曉了他絕大部分本事的徒弟。清朝末年來香港生活，傳人包括：簡民英、鄺祺添、梁林及梁礎良等。

## 生平
凌雲楷年紀少黃飛鴻三數年。在清末時，凌雲楷因為在墟場代人出頭，惹來仇人登門尋釁，打鬥時殺傷來犯者，被迫逃到香港，先在紅磡黃埔船塢做搬運、打鐵等工作，居於橫頭磡老虎岩(今稱樂富)，並於橫頭磡一帶授武。
當時其師黃飛鴻因擔心凌雲楷，派了弟子簡民英和鄺褀添從廣東來港照顧他，後來簡民英和鄺褀添亦成為了凌雲楷的徒弟。1916年，梁林認識簡民英後，亦跟隨凌雲楷習武。1923年，七十多歲的凌雲楷因肺癆病逝。1928年，梁林進入九龍巴士公司當稽查人員，
由於當時行走九龍及新界的巴士經常被土匪搶劫，梁林於是在九巴收徒授武，不少司機也跟他學功夫自衞。1962年，梁林之子梁礎良開始跟簡民英習武。凌雲楷這一支保留了黃飛鴻豐富的兵器武藝，以及獨樹一幟的「洪家三展拳」。